# Подгорная (Марий Эл)
Подго́рная (мар. Курыкйымал) — деревня в Моркинском районе Республики Марий Эл. Входит в состав городского поселения Морки.

## География
Находится в юго-восточной части республики Марий Эл на расстоянии приблизительно 1 км на юго-запад от районного центра посёлка Морки.

## История
Известна с 1795 года как деревня с 19 дворами. В 1886 году тут находилось 46 дворов, проживали 251 человек. В 1897 году здесь (околоток Подгорный) было 304 человека, все черемисской народности. В 1925 году проживали 350 человек, большинство мари. В 2004 году в деревне находился 31 жилой дом. В советское время работали колхозы им. Калинина, «Сталинец» и «Новый путь».

## Население
Население составляло 54 человека (мари 94 %) в 2002 году, 41 в 2010.